# Dicaeum erythrothorax
Dicaeum erythrothorax é uma espécie de ave da família Dicaeidae.
É endémica da Indonésia.
Os seus habitats naturais são: florestas subtropicais ou tropicais húmidas de baixa altitude e regiões subtropicais ou tropicais húmidas de alta altitude.